# Торнтон (Арканзас)
Торнтон (англ. Thornton, Arkansas) — город, расположенный в округе Калхун (штат Арканзас, США) с населением в 517 человек по статистическим данным переписи 2000 года.

## География
По данным Бюро переписи населения США город Торнтон имеет общую площадь в 4,92 квадратных километров, водных ресурсов в черте населённого пункта не имеется.
Город Торнтон расположен на высоте 97 метров над уровнем моря.

## Демография
По данным переписи населения 2000 года в Торнтоне проживало 517 человек, 142 семьи, насчитывалось 206 домашних хозяйств и 242 жилых дома. Средняя плотность населения составляла около 103 человек на один квадратный километр. Расовый состав Торнтона по данным переписи распределился следующим образом: 56,48 % белых, 41,78 % — чёрных или афроамериканцев, 0,19 % — коренных американцев, 1,55 % — представителей смешанных рас.
Испаноговорящие составили 0,97 % от всех жителей города.
Из 206 домашних хозяйств в 32,5 % — воспитывали детей в возрасте до 18 лет, 51,9 % представляли собой совместно проживающие супружеские пары, в 13,1 % семей женщины проживали без мужей, 30,6 % не имели семей. 25,2 % от общего числа семей на момент переписи жили самостоятельно, при этом 14,1 % составили одинокие пожилые люди в возрасте 65 лет и старше. Средний размер домашнего хозяйства составил 2,51 человек, а средний размер семьи — 2,98 человек.
Население города по возрастному диапазону по данным переписи 2000 года распределилось следующим образом: 25,5 % — жители младше 18 лет, 7,2 % — между 18 и 24 годами, 32,1 % — от 25 до 44 лет, 22,1 % — от 45 до 64 лет и 13,2 % — в возрасте 65 лет и старше. Средний возраст жителей составил 37 лет. На каждые 100 женщин в Торнтоне приходилось 86,0 мужчин, при этом на каждые сто женщин 18 лет и старше приходилось 75,8 мужчин также старше 18 лет.
Средний доход на одно домашнее хозяйство в городе составил 24 375 долларов США, а средний доход на одну семью — 31 125 долларов. При этом мужчины имели средний доход в 33 472 доллара США в год против 16 071 доллар среднегодового дохода у женщин. Доход на душу населения в городе составил 14 323 доллара в год. 26,6 % от всего числа семей в округе и 33,9 % от всей численности населения находилось на момент переписи населения за чертой бедности, при этом 45,1 % из них были моложе 18 лет и 32,8 % — в возрасте 65 лет и старше.